# Os Guinness
Os Guinness (Nacido el 30 de septiembre de 1941) es un escritor y crítico social.

## Biografía
Os Guinness nació en China y es descendiente de Arthur Guinness, el cervecero irlandés.  Fue testigo del clímax de la revolución China en 1949 y regresó a Inglaterra en 1951 en donde realizó sus estudios. Se graduó con honores de la Universidad de Londres en 1966 y obtuvo un doctorado en filosofía en Oriel College, Oxford en 1981.

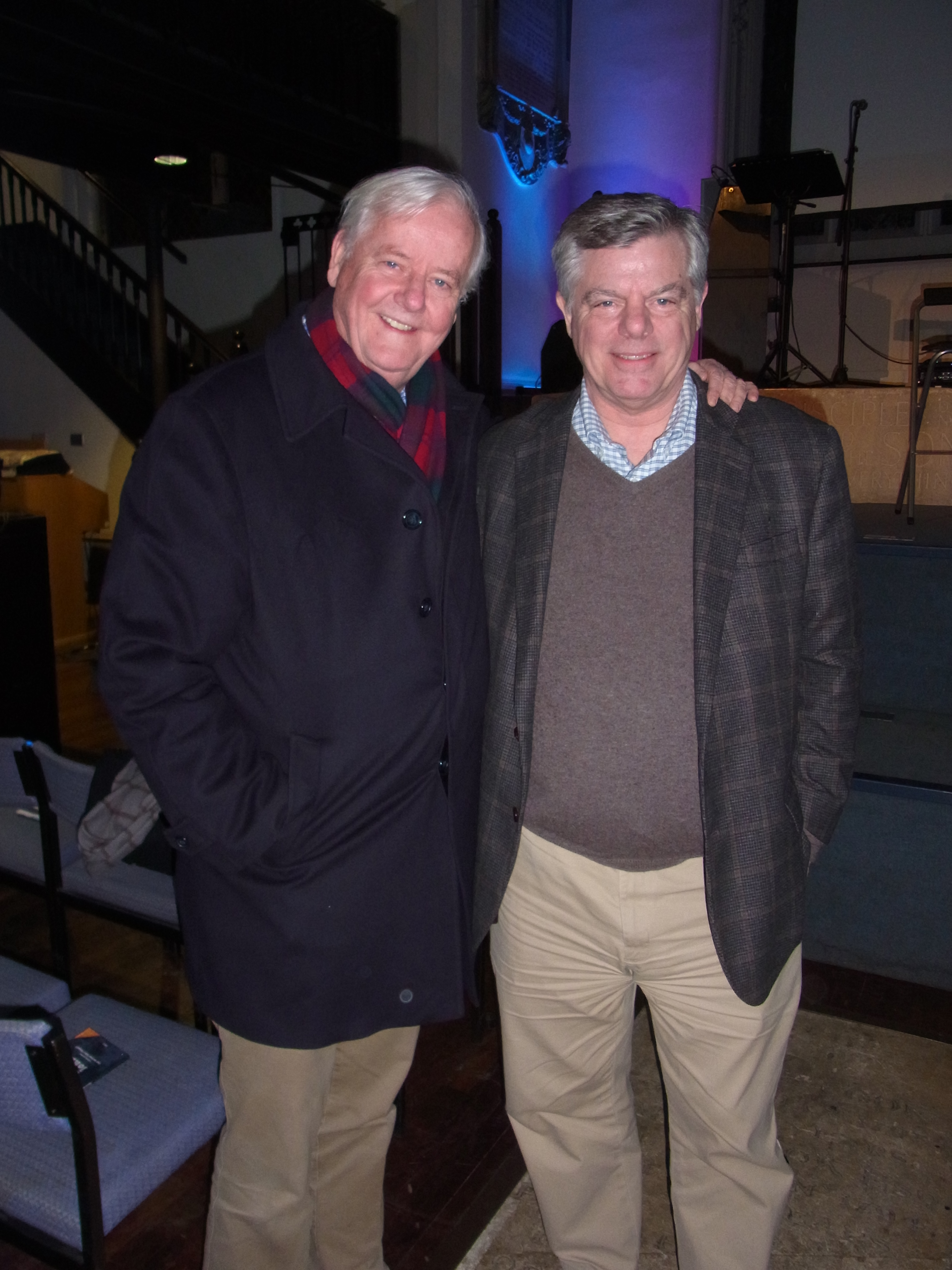
Bill Edgar y Os Guinness en el evento principal del CICCU 2013,en St Andrew the Great, Cambridge

A finales de 1960, fue un líder en L'Abri y después de su estancia en Oxford se convirtió en un reportero independiente para BBC.  En 1984 Guinness fue a los Estados Unidos en donde primero fue miembro de Woodrow Wilson Center y posteriormente fue profesor invitado en Brookings Institution.  Os Guinnes fue el principal organizador de Williamsburg Charter para conmemorar la primera mejora de la constitución de los Estados Unidos y presentar la visión de aquellos que participaron con respecto a la plaza pública. Guinnes también redactó "The Global Charter of Conscience," publicada en el Parlamento de la unición Europea en Bruselas en junio de 2012.  Él fundó el Trinity Forum en 1991 y fungió como catedrático hasta el 2004.  Guinness ha escrito y editado 30 libros.  Actualmente vive en McLean, Virginia con su esposa Jenny.